# Vladimir Radić
Vladimir Radić (Zagreb, 14. svibnja 1906. − Zagreb,  18. veljače 1970.), bio je hrvatski publicist, prevoditelj i nakladnik.

## Životopis
Vladimir Radić rođen je u Zagrebu 1906. godine. Stariji je sin Stjepana i Marije (rođ. Dvořák) Radić. Stjepan i Marija Radić imali su još troje djece, Milicu (1899. – 1946.), Miroslavu (Miru) (1901. – 1988.) i Branislava (Branimira, Branka) (1912. – 1983.).
U jugoslavenskoj monarhiji Stjepan Radić bio je podvrgnut strogome nadzoru upravnih organa vlasti, žandarmerije, policije i vojske te je proganjan, kažnjavan, suđen i zatvaran, a i njegova obitelj bila je pod nadzorom i uhićivana je od policije.
Vladimir Radić krajem svibnja 1924. godine, zajedno s ocem Stjepanom i inž. Augustom Košutićem, odlazi u Moskvu. Pošli su iz Beča i putovali kroz Berlin i Rigu a u Moskvi boravili su od 3. lipnja do 1. kolovoza iste godine. Stjepan Radić tada je Hrvatsku seljačku stranku učlanio u Seljačku internacionalu. Iz Moskve vratili su se u Zagreb 11. kolovoza 1924. godine.
Vladimir Radić vjenčao se s Marijom Devčić. Njihov sin Stjepan bio je pijanist i profesor na Muzičkoj akademiji u Zagrebu, političar i počasni predsjednik Hrvatske seljačke stranke.
Vladimirov otac Stjepan smrtno je ranjen u atentatu na hrvatske narodne zastupnike koji je izvršio zastupnik Narodne radikalne stranke Puniša Račić, u beogradskoj Narodnoj skupštini, 20. lipnja 1928. godine, kada su ubijeni Đuro Basariček i Pavle Radić a ranjeni Ivan Pernar i Ivan Granđa. Nakon atentata režim jugoslavenskoga kralja Aleksandra I. Karađorđevića, pogotovo nakon uvođenja diktature 6. siječnja 1929. godine, ↓1 obračunavao se je s prvacima hrvatske oporbe, s čelnim ljudima Seljačko-demokratske koalicije, obračun "bio je (...) sustavan i usmjeren ne samo na političko onemogućavanje nego i na fizičko uklanjanje iz javnosti, pa i iz života". Obitelj, Stjepana Radića imala je dosta sukoba s policijom, osobito u vrijeme obilježavanja Radićevih obljetnica kao i u vezi s listom Dom no bila je pošteđena zatvora i kažnjavanja a policija je vodila posebni nadzor nad Vladimirom Radićem no on se je od početka 1929. godine nalazio na studiju u Parizu te mu nije mogla izravno naškoditi. Za vrijeme studija sabrao je sve publicirane članke iz novina, obradio ih kao disertaciju (Zločin od 20. lipnja i međunarodna štampa) i doktorirao u Parizu na Školi visokih međunarodnih znanosti u mjesecu svibnju 1931. godine. Reprint te disertacije učinio je Kroatischer Kulturverein Ogranak Matice hrvatske u Baselu, 1978. godine, u znak 50. obljetnice atentata na hrvatske zastupnike u beogradskoj Narodnoj skupštini 20. lipnja 1928. godine. Dijelovi te disertacije objavljeni su u ediciji Spomenica Braće Radić. Stjepan Radić, ur. inž. Franjo Gaži, Zagreb, 1990., str. 102. – 142. Njegova knjiga Zločin od 20. lipnja i međunarodna štampa bila je zabranjena 1932. godine.
Sastavio je i uredio Božićnicu: seljački prosvjetno-politički sbornik i kalendar za prostu godinu 1930. (Zagreb, 1929.).
Za vrijeme Drugoga svjetskoga rata, u vrijeme ustaškoga režima u Nezavisnoj Državi Hrvatskoj, objavljivao je članke u časopisima i novinama (Hrvatski narod; Nova Hrvatska; Božićnica 1942.).

### Nakon Drugoga svj. rata
Mnogi članovi šire obitelji Stjepana i Marije Radić nakon Drugoga svjetskoga rata i dolaska komunista na vlast bili su proganjani, uhićivani, saslušavani, suđeni i zatvarani. Vladimir Radić uhićen je i protiv njega podignuta je optužnica, ali je povučena primjenom amnestije koja je proglašena za one koji su bez materijalne dobiti surađivali s okupatorom na kulturnom području i na temelju ocjene kako nisu igrali nikakvu političku ulogu. ↓2 Marija, Vladimirova supruga, osuđena je radi organiziranja i slanja ljudi u križare (ljudi s kojima je imala veze nju su označili kao glavnu organizatoricu) na 12 godina lišenja slobode s prisilnim radom. Stjepan Radić ml., njihov sin uhićen je u siječnju 1946. godine kada je još bio malodobnik a osuđen je 30. kolovoza 1946. godine na jednu godinu lišenja slobode radi veza s pojedincima koji su osuđeni kao križari. Ta kazna mu je nakon molbe njegovoga odvjetnika Ive Politea pretvorena u uvjetnu.
Vladimir Radić umro je u Zagrebu 1970. godine.

## Djela
- Pravedni mir ili rat?, Radićeva obrazovna knjižnica, sv. 5-6, Naklada Slavenske knjžare St. i M. Radić, Zagreb, 1930.
- Čovječanstvo i mir, Radićeva obrazovna knjižnica, sv. 5-6, Naklada Slavenske knjžare St. i M. Radić, Zagreb, 1930.
- Zločin od 20. lipnja i međunarodna štampa, Pariz, [1931?] (disertacija), (reprint, Kroatischer Kulturverein Ogranak Matice hrvatske u Baselu, 1978.)
- Elektriciteta i traktor u seljačkom gospodarstvu,	Radićeva obrazovna knjižnica, sv. 9, Slavenska knjižara St. i M. Radić, Zagreb, 1933., (pod pseudonimom Vladimir Stjepanović)[11]

### Prevoditelj
Prevodio je s francuskoga i engleskoga jezika na hrvatski jezik.
- Roger Salardenne, Tajanstvena kruglja, Naklada slavenske knjižare St. i M. Radić, Zagreb, 1930.
- James Oliver Curwood, Bolna srca: roman s dalekog sjevera, Naklada slavenske knjižare St. i M. Radić, Zagreb, [19??]
- James Oliver Curwood, Nomadi sjevera, Književno vrelo, knjiga broj 2, Naklada Slavenske knjžare St. i M. Radić, Zagreb, [1936?]